# Düsong Mangpojé
Düsong Mangpojé (tibétain : འདུས་སྲོང་མང་པོ་རྗེ།, Wylie : ˈDul srong mang po rje, THL : düsong mangpojé) ou Tridu Songtsän (tibétain : ཁྲི་འདུས་སྲོང་བཙན།, Wylie : Khri 'dus-srong btsan, THL : tridü songtsen) fut le 36e roi de la dynastie Yarlung et empereur du Tibet et tsenpo (empereur) de l'Empire du Tibet (629–877) ; il régna de 677/679 à 704. 
Il gouverne dans l'ombre de sa puissante mère Thrimalö et de l'influent régent du clan de Gar (Mgar). En 685, Gar Tännyädombu (Mgar Bstan-snyas-ldom-bu) meurt et son frère, Gar Thridringtsändrö (Mgar Khri-‘bring-btsan brod) le remplace. En 692, les Tibétains perdent le Bassin du Tarim pris par les Chinois. Gar Thridringtsändrö les bat en 696 et établit la paix. Deux années plus tard, en 698, le roi Düsong Mangpojé invite le clan de Gar (plus de 2 000 personnes) à une partie de chasse et les fait exécuter. Gar Thridringtsändrö se suicide alors, et ses troupes qui lui sont loyales rejoignent les Chinois. C'est la fin du pouvoir de ce clan.
De 700 jusqu'à sa mort, le roi demeure en campagne dans le nord-est tandis que sa mère Thrimalö administre en son nom le Tibet central. En 702, la Chine et le Tibet concluent la paix. À la fin de cette année, le gouvernement royal tibétain décide de doter d'une organisation administrative (khö chenpo ou mkhos chen-po) la région de Sumru (Sum-ru) au nord-est, ancien pays de Sumpa conquis 75 ans plus tôt. Sumru devient une nouvelle « corne » du royaume. Pendant l'été de 703, Düsong Mangpojé réside à Oljag (Ol-byag), Ling (Gling), sur le cours supérieur du Yangtze, avant de procéder à l'invasion de Royaume de Nanzhao des Jang. En 704, il séjourne brièvement à Yoti Chuzang (Yo-ti Chu-bzangs) à Madrom (Rma-sgrom) sur le fleuve Jaune. Il envahit ensuite Mywa mais décède pendant cette campagne.